# 巴卡湾
66°07′N 14°51′W / 66.117°N 14.850°W
巴卡湾位于冰岛东北部，里夫斯半岛以南，东与挪威海相通。有一个同名渔村巴卡菲厄泽位于湾口南岸。